# Міяке (Нара)
Міяке (яп. 三宅町, みやけちょう, міяке тьо ) — містечко в Японії, у північно-західній частині префектури Нара.